# 善隣インターネット高等学校

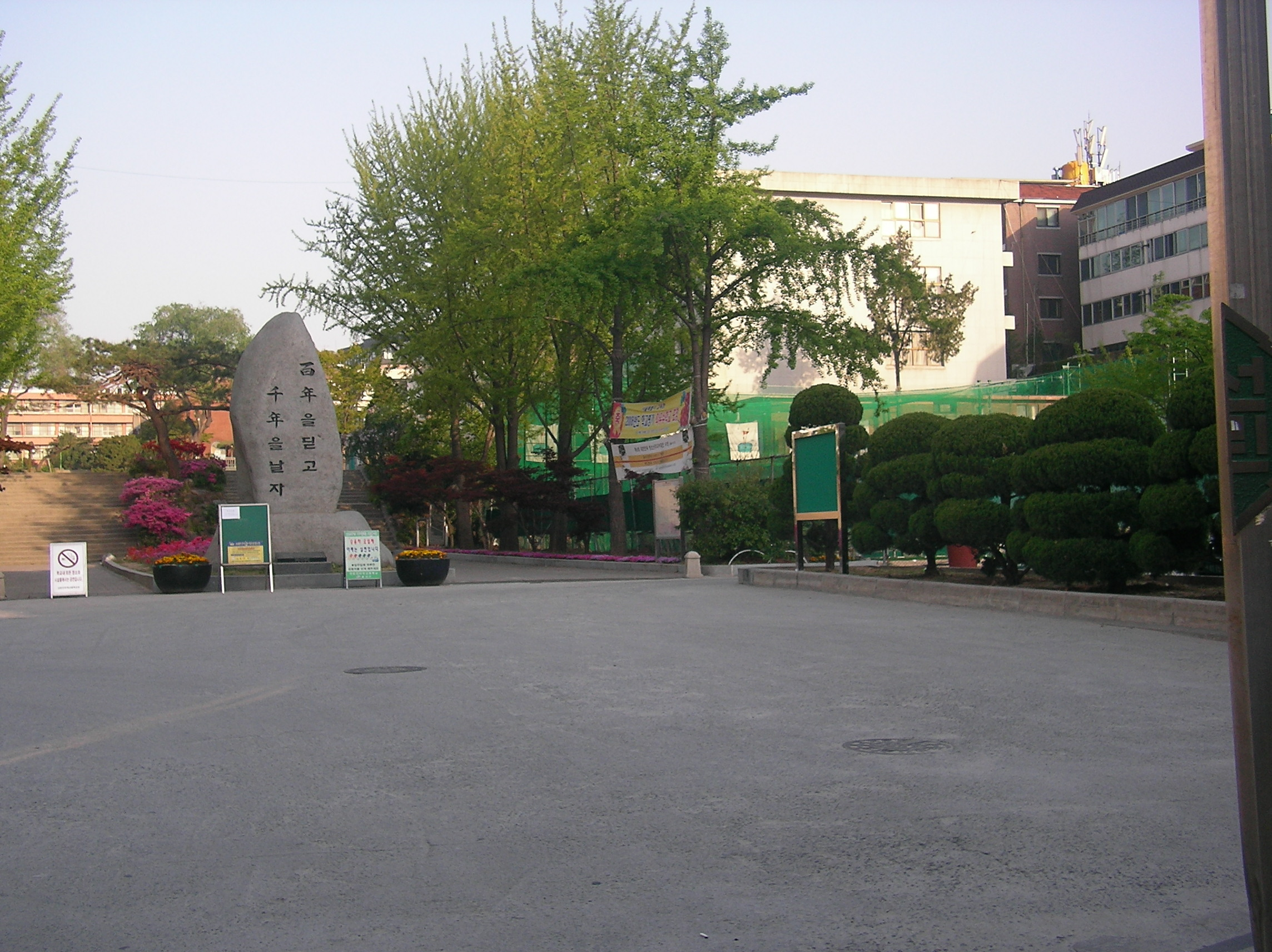
善隣インターネット高等学校

善隣インターネット高等学校（ソンリンインターネットこうとうがっこう）はソウル特別市龍山区に所在する韓国の公立高校。

## 概要
1899年に大倉喜八郎が官立商工学校を創立。その後何度かの校名変更を経て2001年に特性化高等学校に移行、情報技術などの教育に特化している。
1920年創部の野球部は全国有数の強豪校で多くのプロ野球選手を輩出している。

## 年表
- 1899年6月 - 大韓帝国により官立商工学校官制公布。
- 1904年9月 - 官立農商工学校に改称。
- 1906年10月 - 農商工学校商科が私立「善隣商業学校」として分離。
- 1907年4月 - 善隣商業学校開校。
- 1913年4月 - 現在の校地に新築移転。
- 1947年7月 - 公立商業学校として再発足。
- 1951年9月 - 善隣商業高等学校と青坡学校（現・善隣中学校）とに分離。
- 1997年1月 - 善隣情報産業高等学校に改称。
- 2000年11月 - 善隣インターネット高等学校に改称。

## 設置学科
- 情報保護科
- ソフトウェア科
- マルチメディア科
- テクノ経営科

## 出身人物
- 李映河 - プロ野球選手
- 権五俊 - プロ野球選手
- 孫時憲 - 元プロ野球選手
- 李鍾旭 - 元プロ野球選手
- 文鉉晶 - 元プロ野球選手
- 徐容彬 - 元プロ野球選手
- 張思翼 - 歌手
- 古賀政男 - 善隣商業学校卒
- 江田三郎 - 善隣商業学校卒
- 金洙暎 - 善隣商業学校卒